# Windkapsel

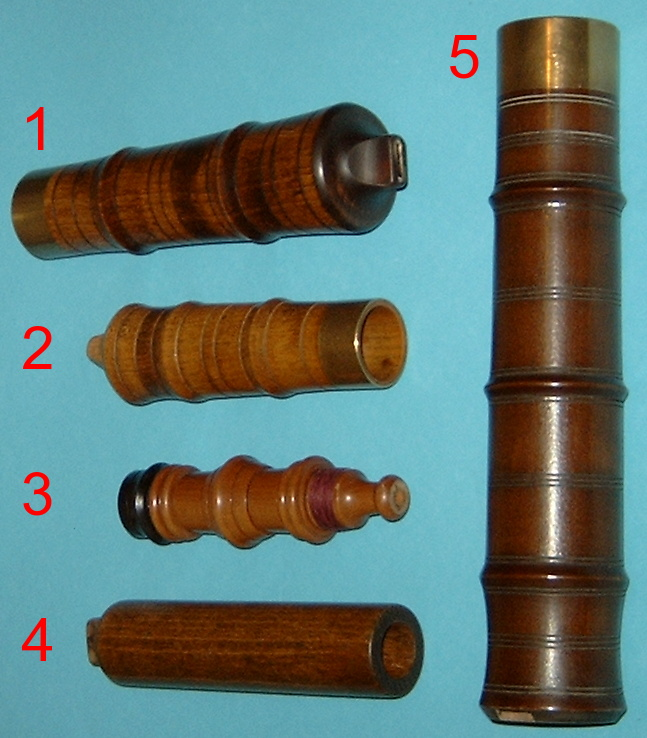
Windkapseln: 1 Sopranrauschpfeife, 2 Altkrummhorn, 3 Hümmelchen (Spielpfeife), 4 Sopranschalmei (unüblich bei diesem Instrument), 5 Basskrummhorn

Eine Windkapsel ist ein bei Doppelrohrblattinstrumenten und seltener auch bei Einfachrohrblattinstrumenten benutzter Aufsatz, der das Rohrblatt komplett umschließt, wodurch dieses in der Windkapsel frei schwingen kann. Die Luft wird durch eine Öffnung in der Windkapsel zugeführt. Die Windkapsel dient sowohl als Mundstück zum komfortableren Spielen des Instruments als auch als Schutz für das empfindliche Rohrblatt. Durch den Einsatz einer Windkapsel ändert sich außerdem der Klang des Instruments, was durchaus beabsichtigt ist. Er wird dadurch meist lauter und obertonreicher, da das Rohrblatt frei schwingt und nicht vom Spieler mit den Lippen kontrolliert werden kann. Ein ähnlicher Effekt tritt beim Ansatz mit aufgeblasenen Backen ein, bei dem das Rohrblatt in der Mundhöhle frei schwingt. Geübte Spieler sind in der Lage, auch den Ton eines Windkapselinstruments im Rahmen der technischen Möglichkeiten zu beeinflussen.
Typische Windkapselinstrumente mit charakteristischem Klang sind das Krummhorn, die Rauschpfeife und die verschiedenen Sackpfeifen.
Bei einigen traditionellen Einfachrohrblattinstrumenten wie der indischen Tarpu mit einem Spielrohr, der Pungi mit zwei zylindrischen Röhren und dem Rasem aus Nordostindien mit sieben verteilt eine größere Windkapsel, die zumeist aus einem Flaschenkürbis besteht, die Luft auf alle Röhren.